# Домът на глупците (филм)
Домът на глупците (на руски: Дом дураков) е руски драматичен филм от 2002 година на режисьора Андрей Кончаловски.

## Сюжет
В Република Ингушетия на границата с Чечня се намира клиника за душевно болни пациенти. Действието се развива през 1996 година, когато военни действия разкъсват чеченската република. Предусещайки близостта на бойците, персоналът на лечебното заведение напуска, оставяйки пациентите без контрол и на произвола на съдбата. Пристига чеченски отряд, който се установява в сградата при болните, скоро изтикан от настъпващите руснаци. В тази действителност на противоборство на умопомрачени военни, психично болните започват да изглеждат като съвсем нормални хора.

## Актьорски състав
- – Юлия Висоцка
- – Евгений Миронов
- – Султан Исламов
- – Станислав Варки
- – Елена Фомина
- – Марина Полицеймако
- – Расми Джабраилов
- – Владимир Фьодоров
- – Владас Багдонас
- – Анатолий Адоскин
- – Кеворк Овакимян
- – Руслан Наурбиев
- – Брайън Адамс
- – Сесил Томсен
- – Тигрануи Чакрян
- – Маргарита Зикова
- – Йонас Баублис
- – Анатоли Журавльов
- – Александър Селезньов
- – Мохамед Зурабов
- – Ибрахим Беков
- – Темерлан Дзейтов
- – Денис Надточий

## Награди и номинации
| Година | Награда/Номинация                                                           |
| ------ | --------------------------------------------------------------------------- |
| 2002   | Бергенски международен кинофестивал – награда на журито;                    |
| 2002   | Номинация за награда Ника на Руската академия за кинематографично изкуство; |
| 2002   | Специална награда на журито на Венецианския кинофестивал;                   |
| 2003   | Награда УНИЦЕФ;                                                             |